# Eugenio Brunetta d'Usseaux
Eugenio Giulio Maria Brunetta d'Usseaux (Vercelli, 14 dicembre 1857 – Parigi, 8 gennaio 1919) è stato un dirigente sportivo italiano.
Fu un personaggio dai molteplici interessi, ma sicuramente va ricordato per essere stato il primo (ed unico) italiano a ricoprire la carica di segretario generale del Comitato Olimpico Internazionale.

## Biografia
Nacque a Vercelli perché suo padre - il conte Carlo Augusto Brunetta d'Usseaux, alto ufficiale dell'Armata sarda - all'epoca aveva il suo comando in quella città; tuttavia nel 1859 trasferì - assieme alla madre, la contessa Carolina Mattone di Benevello - nel castello avito di Mazzè, poiché era scoppiata la II guerra d'indipendenza e la città natale, trovandosi sul confine col regno Lombardo-Veneto (e, quindi, sulla linea del fronte) era diventata troppo pericolosa.
Dopo aver frequentato il Collegio dei nobili a Torino, sposò la contessa Caterina di Zeyffart, appartenente ad un'antica e ricca famiglia russa, proprietaria d'enormi tenute in Ucraina e, secondo alcune fonti, imparentata con la casa degli zar. Dopo la morte della moglie, avvenuta nel 1897, il conte si trasferì definitivamente a Parigi, dove aveva già da tempo acquistato una casa e dove trascorreva da alcuni anni la maggior parte dell'anno, tornando in Italia solo d'estate.
Fu nella capitale francese che nel 1889 conobbe il barone Pierre de Coubertin, col quale strinse amicizia e di cui divenne un collaboratore, condividendone gli ideali sportivi e l'obiettivo di riportare in vita i giochi olimpici. Il suo impegno accanto al padre delle Olimpiadi moderne si intensificò sempre di più e nel 1897, il conte Brunetta fu così cooptato all'interno del Comitato olimpico, di cui divenne segretario generale a partire dal 1908.
Come tale si adoperò, tra l'altro, per fare ospitare a Roma la IV edizione dei giochi, poi disputatasi a Londra a causa del mancato appoggio del governo italiano, dovuto alla crisi economica che in quel momento stava attraversando il paese, che determinò l'impossibilità di finanziare l'evento. Delle Olimpiadi di Londra fu comunque il principale regista e, fra le altre cose, fu l'accompagnatore di Dorando Pietri, che condusse in macchina durante la ricognizione pre-gara del tracciato di maratona.
Da segretario del CIO provò inoltre a lanciare nel programma olimpico gli sport invernali e nel 1912 suggerì anche di fare disputare le discipline collegate al ghiaccio ed alla neve in una settimana ad esse dedicate, ma tale idea fu rifiutata dagli organizzatori dei giochi della V Olimpiade, che era stata assegnata a Stoccolma; non si dette per vinto e convinse gli organizzatori tedeschi delle Olimpiadi del 1916, che avrebbero dovuto svolgersi a Berlino, ma a causa della grande guerra l'appuntamento coi giochi invernali fu ancora una volta rimandato.
Morì nel 1919, in luogo e circostante imprecisate, probabilmente a Nizza dove forse stava organizzando un viaggio in Russia per scoprire quale era stata la sorte dei parenti della moglie dopo la rivoluzione russa. Il suo corpo avrebbe dovuto essere sepolto a Pinerolo, ma non arrivò mai nella città piemontese.